# 倉科カナの未来ナレーション紀行
『倉科カナの未来ナレーション紀行』（くらしなかなのみらいナレーションきこう）は、毎日放送とTBSの共同制作で2012年に放送された紀行番組である。

## 概要
普段の旅番組とは違い、番組づくりはまず倉科カナのナレーション撮りからスタートした。そして旅する芸人3人（児嶋一哉・コカドケンタロウ・村上健志）は旅の起点となるタイのスワンナプーム国際空港で番組の趣旨を知らされることになる。場面場面によって収録された倉科のナレーションが流れ、その都度旅人はナレーションに従いながら旅を進行させていく。
ナレーションを先行録音するプレスコ手法の無茶ぶり旅番組。

## 出演者

### ナレーション
- 倉科カナ

### 旅人
- 児嶋一哉（アンジャッシュ）
- コカドケンタロウ（ロッチ）
- 村上健志（フルーツポンチ）

## ネット局
| 放送対象地域   | 放送局                | 系列    | 放送日時                     | 遅れ日数           |
| -------------- | --------------------- | ------- | ---------------------------- | ------------------ |
| 関東広域圏     | TBSテレビ（TBS）      | TBS系列 | 2012年9月24日 24:05 - 25:05  | 共同制作局         |
| 北海道         | 北海道放送（HBC）     | TBS系列 | 2012年9月24日 24:05 - 25:05  | 同時ネット         |
| 山形県         | テレビユー山形（TUY） | TBS系列 | 2012年9月24日 24:05 - 25:05  | 同時ネット         |
| 福島県         | テレビユー福島（TUF） | TBS系列 | 2012年9月24日 24:05 - 25:05  | 同時ネット         |
| 静岡県         | 静岡放送（SBS）       | TBS系列 | 2012年9月24日 24:05 - 25:05  | 同時ネット         |
| 石川県         | 北陸放送（MRO）       | TBS系列 | 2012年9月24日 24:05 - 25:05  | 同時ネット         |
| 福岡県         | RKB毎日放送（RKB）    | TBS系列 | 2012年9月24日 24:05 - 25:05  | 同時ネット         |
| 長崎県         | 長崎放送（NBC）       | TBS系列 | 2012年9月24日 24:05 - 25:05  | 同時ネット         |
| 近畿広域圏     | 毎日放送（MBS）       | TBS系列 | 2012年9月28日 24:45 - 25:45  | 共同制作局 4日遅れ |
| 中京広域圏     | 中部日本放送（CBC）   | TBS系列 | 2012年10月1日 25:16 - 26:20  | 7日遅れ            |
| 青森県         | 青森テレビ（ATV）     | TBS系列 | 2012年10月3日 24:25 - 25:25  | 9日遅れ            |
| 岡山県・香川県 | 山陽放送（RSK）       | TBS系列 | 2012年10月5日 24:55 - 25:55  | 11日遅れ           |
| 鹿児島県       | 南日本放送（MBC）     | TBS系列 | 2012年10月22日 24:10 - 25:10 | 28日遅れ           |
| 熊本県         | 熊本放送（RKK）       | TBS系列 | 2012年10月24日 23:50 - 24:50 | 30日遅れ           |

## スタッフ
- プロデューサー：水野雅之(MBS)
- 編成担当：藤原麻知(TBS)
- 製作著作：毎日放送、TBS